# Decoupage

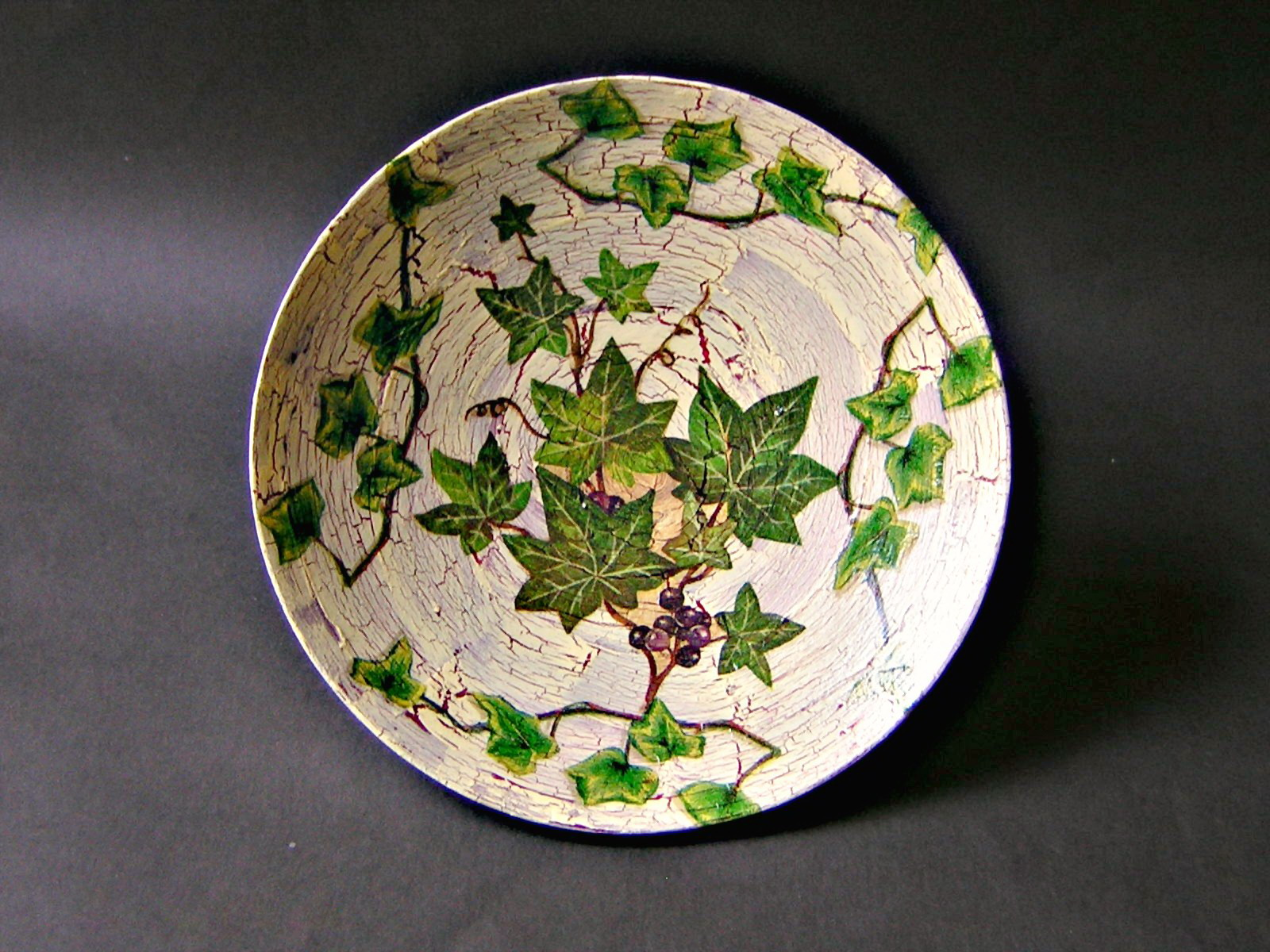
Decoupage.

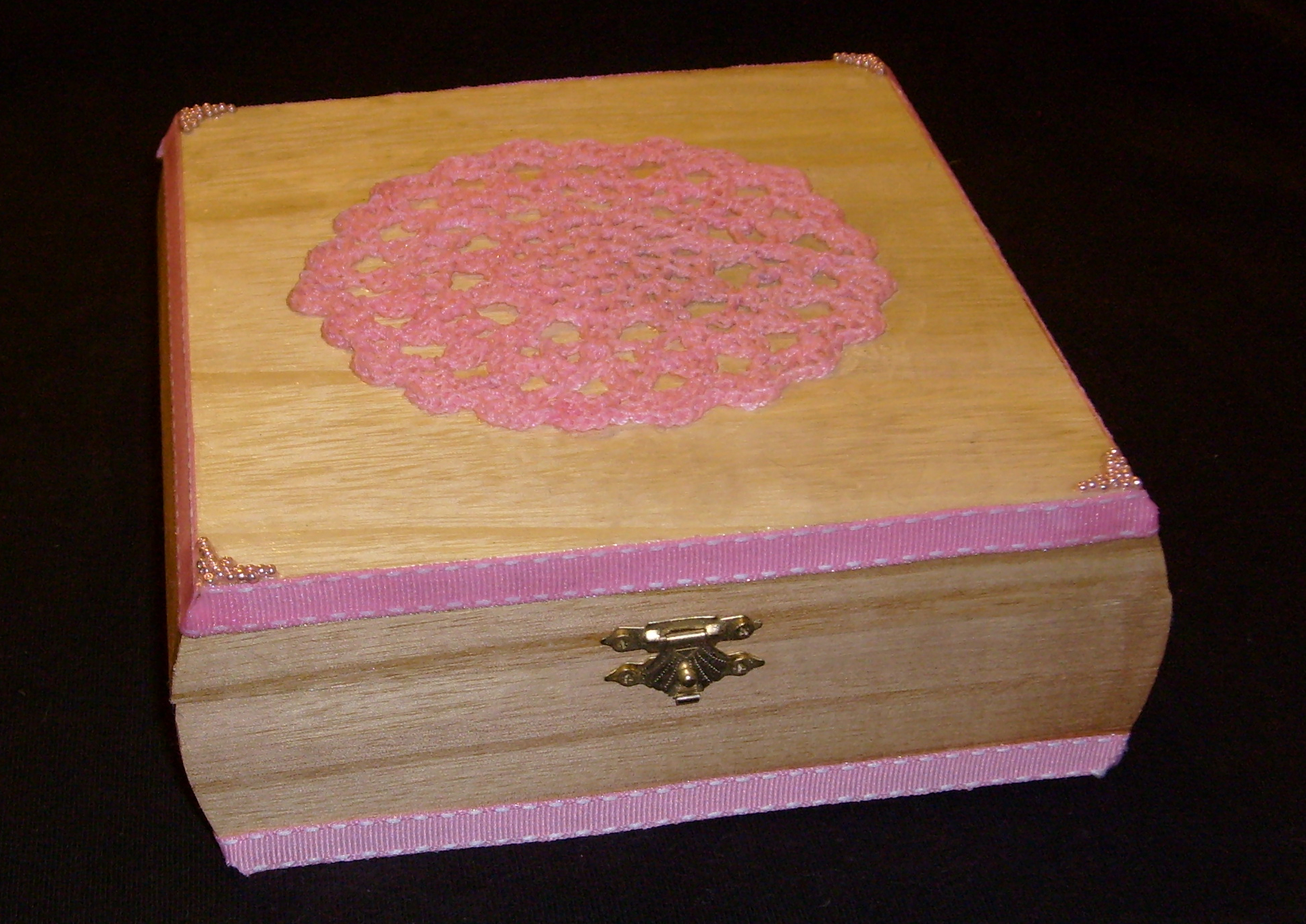
Joyero.

El término decoupage (o découpage) tiene su origen en la palabra francesa découper, que significa recortar. Se trata de una técnica manual decorativa en la que se emplean papeles impresos o telas para pegar sobre soportes varios como madera, cerámicos, metales, velas, jabones, vidrios, lozas y cartón entre otros. Se busca que al finalizar lo obtenido imite la pintura a mano, utilizando técnicas de pátinas y pintura, distribuyendo correctamente los recortes y dando un acabado con barniz.
El resultado depende de cómo se recorten y peguen los diseños y sobre todo de la habilidad de lograrlo de una manera armoniosa. 
La técnica se desarrolló en Europa durante la Edad Media y el Renacimiento. En Estados Unidos se hizo muy común el decoupage a principios de la década de 1970, aplicándolo sobre objetos de uso cotidiano.
El uso actual de servilletas de papel tiene la ventaja de que necesita muy pocas capas de barniz, dado el    fino grosor que tienen.